# نشان ملی مسکو

نشان رسمی استان مسکو

نشان مسکو، اسب‌سواری را با نیزه‌ای در دست نشان می‌دهد که در حال کشتن یک باسیلیسک است و با جورج قدیس و اژدها یکی دانسته می‌شود. نشان هرالدیک مسکو از قرن شانزدهم بخش جدایی‌ناپذیر نشان روسیه بوده است.

## کیوان روس

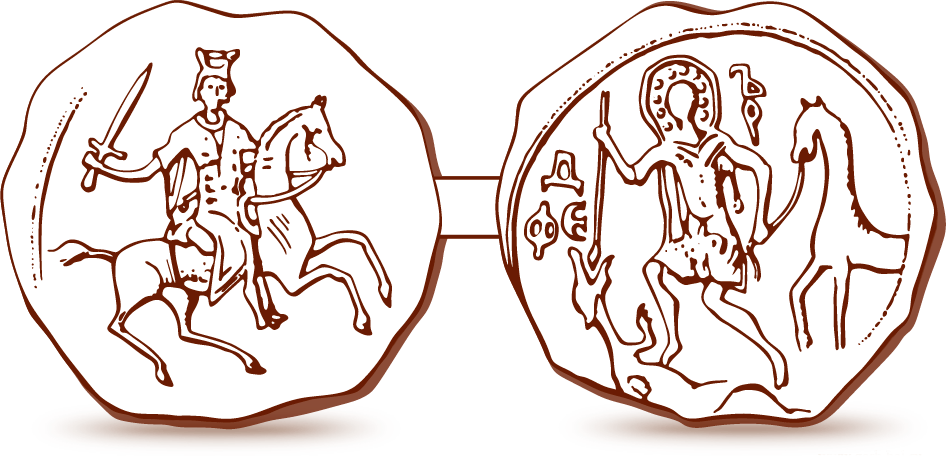
طرحی از دو طرف مهر الکساندر نوسکی، که شاهزاده تاجدار سوار بر اسب (شاید اسکندر) را در سمت چپ و سنت تئودور را در سمت راست به عنوان اژدهاکش نشان می‌دهد. روی آن نوشته شده است: فدور (نسخه روسی قدیمی فدور، تئودور)

یاروسلاو حکیم (درگذشته ۱۰۵۴) حاکم کی‌یف روس بود که تصویر سنت جورج بر مهر او نقش بسته بود. سنت جورج قدیس حامی شخصی او بود؛ او با نام جورج غسل تعمید داده شد. سنت جورج همچنین قدیس حامی نواده یاروسلاو، یوری دولگوروکی، بود که - طبق سنت - شهر مسکو را اندکی قبل از مرگش در سال ۱۱۵۷ تأسیس کرد. (نام "Георгий" معادل روسی " جورج " است)
یک قرن بعد، الکساندر نوسکی (زنده در ۱۲۲۱–۱۲۶۳) این کاربرد را از سر گرفت. چندین سکه او سوارکاری را نشان می‌دهد که در حال کشتن یک باسیلیسک یا اژدها است، هرچند که این جانور همیشه قابل مشاهده نیست.  انگیزه اسکندر برای بازگشت به نشان مستیسلاو مورد اختلاف است. این احتمال وجود دارد که این تصویر به پیروزی‌های خودش بر صلیبیون سوئدی و آلمانی در نبرد نوا (۱۲۴۰) و نبرد یخ (۱۲۴۲) اشاره داشته باشد.

## روسیه مسکویی
ایوان دوم، نوهٔ اسکندر، اولین حاکم مسکو بود که جنگجوی ایستاده با شمشیری در دست را به عنوان نشان خود به کار برد. دیمیتری دانسکوی، پسر ایوان، تصمیم گرفت این جنگجو را سوار بر اسب و نیزه‌ای در دست نشان دهد. مورخان به‌طور سنتی نماد دیمیتری را با پیروزی او بر مغول‌ها در نبرد کولیکوو مرتبط می‌دانند، اگرچه سرنخ‌های تاریخی کمیاب هستند. تقریباً در همان زمان، نمادی مشابه، ویتی، به عنوان نشان دولتی در دوک‌نشین بزرگ لیتوانی، رقیب، پدیدار شد.

نقاشی دو طرف مهر دمیتری دونسکوی، شاهزاده مسکو (۱۳۵۹–۱۳۸۹) و شاهزاده بزرگ ولادیمیر (۱۳۶۳–۱۳۸۹). سمت چپ می‌گوید: Печать великого кнѧзѧ Дмитрѣꙗ Іван (مهر شاهزاده بزرگ دیمیتری ایوان).

نماد سوارکار نسل به نسل منتقل شد: از دیمیتری به پسرش واسیلی اول، سپس به واسیلی دوم و ایوان سوم. سکه‌ای که تصویر روی آن نقش بسته بود، به کوپک معروف شد که از کوپیو، کلمه روسی به معنای «نیزه» گرفته شده است.

## امپراتوری روسیه

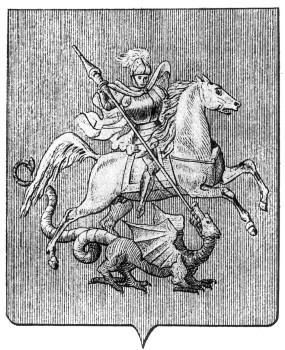
نشان شهر مسکو. ۱۷۸۱

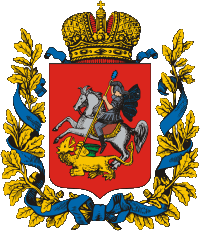
نشان رسمی استان مسکو.

در ابتدا، سوارکار در حال حمله، به عنوان نمادی از تزار حاکم در حال کشتن دشمنی که به سرزمین‌های روسیه نفوذ کرده بود، تفسیر می‌شد. این نگرش به وضوح توسط سیاستمدار مسکویی، گریگوری کوتوشیخین، و دیگران بیان شده بود. در صفحه عنوان کتاب مقدس ۱۶۶۳، به نظر می‌رسد سوارکار نشان دهنده چهره تزار الکسیس است.

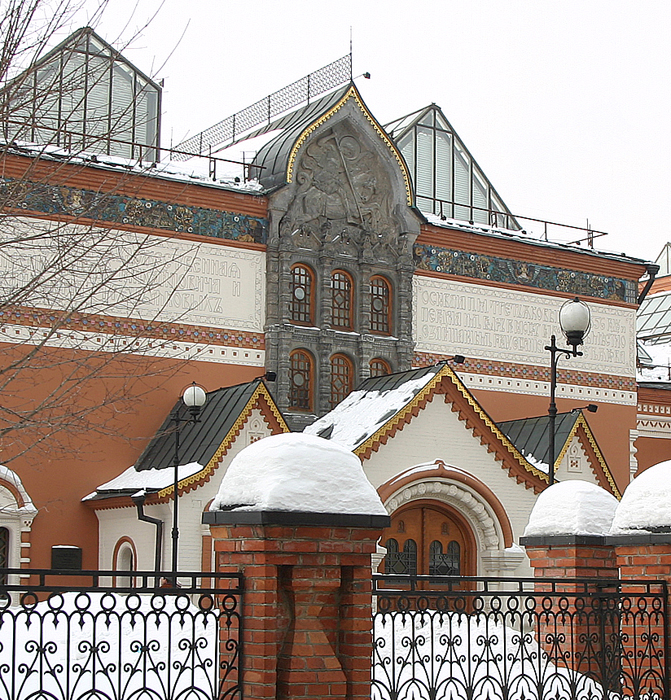
نقش برجسته بالای ورودی گالری ترتیاکوف.

## قرن بیستم

نشانه‌ای که در سال ۱۹۲۴ به تصویب رسید. این نمونه‌ای از نشان‌های سوسیالیستی است.

پس از انقلاب روسیه، نمادهای سلطنتی امپراتوری روسیه ممنوع شدند. در ۲۲ سپتامبر ۱۹۲۴، شورای فرمانداری مسکو نشان جدیدی را تصویب کرد که شامل یک ستاره سرخ، نماد داس و چکش و بنای یادبود قانون اساسی شوروی است. روی طومار قرمز نوشته شده است: شورای مسکو متشکل از نمایندگان کارگران، دهقانان و ارتش سرخ (Müssāk совет рабочих крестьянских и красноармейских депутатов). طبق توضیحات رسمی، تصویر آن نشان دهنده اتحاد شهر و روستا است. نشان جدید نتوانست محبوبیت پیدا کند و به ندرت مورد استفاده قرار گرفت. شهر مسکو در سال ۱۹۳۱ از فرمانداری جدا شد.
پس از فروپاشی اتحاد جماهیر شوروی، نماد نشان مسکو در سال ۱۹۹۳ با اندکی تغییرات جزئی به نسخه‌ای که بین سال‌های ۱۸۸۳ تا ۱۹۱۸ استفاده می‌شد، بازگشت.
از آنجایی که کلیسای ارتدکس روسیه اجازه مجسمه‌سازی از قدیسان را نمی‌دهد، هیچ مجسمه‌ای از سنت جورج و اژدها قبل از انقلاب در مسکو ساخته نشد. پس از بازسازی این نشان در ۲۳ نوامبر ۱۹۹۳، مجموعه‌ای از مجسمه‌ها با این موضوع در پوکلونایا گورا، بلوار تسوِتنوی، میدان مانژ و دیگر مکان‌های مسکو رونمایی شدند. اکثر این مجسمه‌ها توسط زوراب تسرتلی ساخته شده‌اند، که نسخه‌های دیگری از این موضوع را نیز در شهرهایی مانند شهر نیویورک نصب کرده است.